# 云顶之弈
《聯盟戰棋》是一款由Riot Games开发并发行的自走棋类电子游戏。游戏搭建于《英雄联盟》的世界观之上，采用类似《刀塔自走棋》的玩法。玩家們在線上與七名對手競爭，通過組建團隊來成為最後的存活者。游戏最初于2019年6月发行在 Windows 和 macOS 平台上，并于次年3月发行了 Android 和 iOS 版，并实现跨平台游戏。

## 脚注
1. ↑  由腾讯在中国大陆发行的云顶之弈的手游版本为获取版号则更名为金铲铲之战